# Amazona versicolor
El loro de Santa Lucía o amazona de Santa Lucía (Amazona versicolor) es una especie de ave psitaciforme de la familia Psittacidae endémica de Santa Lucía en las Antillas Menores y es el ave nacional del país.

## Taxonomía y sistemática
Es monotípica, es decir, no tiene subespecies reconocidas. Está estrechamente relacionada con la amazona gorgirroja (Amazona arausiaca) de Dominica. 

## Descripción
El loro de Santa Lucía mide de 42 a 46 cm y pesa de 505 g a 1 kg. No existe dimorfismo sexual aparente, ya que los machos y las hembras son físicamente similares. Su frente es de color azul real que es más claro en la coronilla y el resto del rostro. Su corona trasera, nuca, lados del cuello y manto son escamosos de color verde. El resto de sus partes superiores son de color verde liso. La parte superior del pecho es roja, la parte inferior del pecho y el vientre moteados de verde y granate, y la zona de las cloacas de color amarillo verdoso. Sus alas son de color verde con un espéculo rojo y primarias de color azul oscuro. Las plumas de la cola son de color verde con puntas anchas de color amarillento.

## Distribución y hábitat
Se encuentra en las montañas del interior de Santa Lucía. Habita en bosques montanos húmedos tropicales a elevaciones entre 500 y 900 m.

## Alimentación
El loro de Santa Lucía se alimenta de semillas y frutos de una variedad de palmeras y otras plantas.

## Reproducción
La temporada de reproducción del loro de Santa Lucía incluye al menos febrero y marzo y puede continuar más allá. Al igual que muchos otros loros, anida en cavidades naturales de los árboles. El tamaño de la nidada es de dos huevos. En cautiverio, el período de incubación es de 28 días y el emplumamiento ocurre aproximadamente 81 días después de la eclosión.

## Amenazas y conservación
La UICN originalmente catalogó a esta especie en 1988 como especie amenazada y desde 1994 como especie vulnerable. Se cree que está aumentando su población estimada de 1150 a 1500 individuos maduros. Se pensaba que la población ascendía a alrededor de 1000 en 1950, pero disminuyó a alrededor de 150 a fines de la década de 1970 como resultado de la pérdida de hábitat, el comercio de mascotas y los huracanes.